# Шилда (Бранденбург)
Шилда (њем. Schilda) општина је у њемачкој савезној држави Бранденбург. Једно је од 33 општинска средишта округа Елбе-Елстер. Према процјени из 2010. у општини је живјело 516 становника. Посједује регионалну шифру (AGS) 12062440.

## Географски и демографски подаци
Шилда се налази у савезној држави Бранденбург у округу Елбе-Елстер. Општина се налази на надморској висини од 137 метара. Површина општине износи 8,7 km². У самом мјесту је, према процјени из 2010. године, живјело 516 становника. Просјечна густина становништва износи 59 становника/km².